# Liste deutsch-britischer Städte- und Gemeindepartnerschaften
CambridDies ist eine noch unvollständige Liste von Städte- und Gemeindepartnerschaften zwischen Deutschland und dem Vereinigten Königreich.
| Deutsche Gemeinde                   | Bundesland          | Britische Gemeinde                                   | Region/Council Area/Principal Area     | seit                                           |
| ----------------------------------- | ------------------- | ---------------------------------------------------- | -------------------------------------- | ---------------------------------------------- |
| Aachen                              | Nordrhein-Westfalen | Halifax                                              | Yorkshire and the Humber               | 1979                                           |
| Alfeld (Leine)                      | Niedersachsen       | Wakefield                                            | Yorkshire and the Humber               | 1991                                           |
| Alsfeld                             | Hessen              | New Mills                                            | East Midlands                          | 1962                                           |
| Altena                              | Nordrhein-Westfalen | Blackburn                                            | North West England                     | 1972                                           |
| Amberg-Sulzbach (Landkreis)         | Bayern              | Argyll and Bute                                      | (Council Area)                         | 1967                                           |
| Appen                               | Schleswig-Holstein  | Polegate                                             | South East England                     | 1981                                           |
| Arnsberg                            | Nordrhein-Westfalen | Bexley                                               | Greater London                         | 1971(geschlossen mit Neheim-Hüsten)            |
| Aschaffenburg                       | Bayern              | Perth                                                | Perth and Kinross                      | 1956                                           |
| Bad Bevensen-Ebstorf (Samtgemeinde) | Niedersachsen       | South Molton                                         | South West England                     | 1967                                           |
| Bad Brückenau                       | Bayern              | Kirkham                                              | North West England                     | 1995                                           |
| Bad Dürkheim                        | Rheinland-Pfalz     | Wells                                                | South West England                     | 1983                                           |
| Bad Ems                             | Rheinland-Pfalz     | Droitwich Spa                                        | West Midlands                          | 1983                                           |
| Bad Gandersheim                     | Niedersachsen       | Skegness                                             | East Midlands                          | 1979                                           |
| (Bonn-)Bad Godesberg                | Nordrhein-Westfalen | Windsor and Maidenhead                               | South East England                     | 1960                                           |
| Bad Homburg                         | Hessen              | Exeter                                               | South West England                     | 1965                                           |
| Bad Laasphe                         | Nordrhein-Westfalen | Tamworth                                             | East of England                        | 1980                                           |
| Bad Münstereifel                    | Nordrhein-Westfalen | Ashford                                              | South East England                     | 1964                                           |
| Bad Nauheim                         | Hessen              | Buxton                                               | East Midlands                          | 1986                                           |
| Bad Neustadt an der Saale           | Bayern              | Pershore                                             | West Midlands                          | 1979                                           |
| Bad Rappenau                        | Baden-Württemberg   | Llandrindod Wells                                    | Powys                                  | 2001                                           |
| Bad Salzdetfurth                    | Niedersachsen       | Yate                                                 | South West England                     | 1985                                           |
| Bad Salzuflen                       | Nordrhein-Westfalen | Bridlington                                          | Yorkshire and the Humber               | 1979                                           |
| Bad Wildungen                       | Hessen              | Saffron Walden                                       | East of England                        | 1986                                           |
| Baiersbronn                         | Baden-Württemberg   | Midhurst                                             | South East England                     | 1985                                           |
| Bamberg                             | Bayern              | Bedford                                              | East of England                        | 1977                                           |
| Barmstedt                           | Schleswig-Holstein  | Oakham                                               | East Midlands                          | 1987                                           |
| Barsbüttel                          | Schleswig-Holstein  | Callington                                           | South West England                     | 2004                                           |
| Bassum                              | Niedersachsen       | Spilsby                                              | East Midlands                          | 2010                                           |
| Battenberg (Eder)                   | Hessen              | Romsey                                               | South East England                     | 1987                                           |
| Bebra                               | Hessen              | Knaresborough                                        | Yorkshire and the Humber               | 1969                                           |
| Bergen (Landkreis Celle)            | Niedersachsen       | Pembroke                                             | Pembrokeshire                          | 1977                                           |
| Bergen (Landkreis Celle)            | Niedersachsen       | Pembroke Dock (Städtefreundschaft)                   | Pembrokeshire                          |                                                |
| Bergisch Gladbach                   | Nordrhein-Westfalen | Luton                                                | East of England                        | 1956                                           |
| Bergisch Gladbach                   | Nordrhein-Westfalen | Runnymede (geschlossen mit Egham)                    | East of England                        | 1965 (geschlossen mit Bensberg)                |
| Bezirk Charlottenburg-Wilmersdorf   | Berlin              | Sutton                                               | Greater London                         | 1968                                           |
| Bezirk Spandau                      | Berlin              | Luton                                                | East of England                        | 1959                                           |
| Betzdorf                            | Rheinland-Pfalz     | Ross-on-Wye                                          | West Midlands                          | 1966                                           |
| Beverungen                          | Nordrhein-Westfalen | Ivybridge                                            | South West England                     | 1975                                           |
| Biberach an der Riß                 | Baden-Württemberg   | Guernsey                                             | Kanalinsel, Kronbesitz                 | 1997                                           |
| Biebertal                           | Hessen              | Denbigh                                              | Denbighshire                           | 1991                                           |
| Bingen                              | Rheinland-Pfalz     | Hitchin                                              | East of England                        | 1958                                           |
| Blaubeuren                          | Baden-Württemberg   | Borough of Brecknock (Distrikt)                      | Powys                                  | 1966                                           |
| Bochum                              | Nordrhein-Westfalen | Sheffield                                            | Yorkshire and the Humber               | 1950                                           |
| Bockenem                            | Niedersachsen       | Thornbury                                            | South West England                     | 1986                                           |
| Bönningstedt                        | Schleswig-Holstein  | Seaford                                              | South East England                     | 1984                                           |
| Boppard                             | Rheinland-Pfalz     | Truro (Cornwall)                                     | South West England                     | 1991                                           |
| Borken                              | Nordrhein-Westfalen | Whitstable                                           | South East England                     | 1987                                           |
| Bottrop                             | Nordrhein-Westfalen | Blackpool                                            | North West England                     | 1980                                           |
| Bovenden                            | Niedersachsen       | Dursley                                              | South West England                     | 1990                                           |
| Bramsche                            | Niedersachsen       | Todmorden                                            | Yorkshire and the Humber               | 1978                                           |
| Braunfels                           | Hessen              | Newbury                                              | South East England                     | 1963                                           |
| Braunschweig                        | Niedersachsen       | Bath                                                 | South West England                     | 1971                                           |
| Bremerhaven                         | Bremen              | North East Lincolnshire (bis 1996 Grimsby)           | East Midlands                          | 1963                                           |
| Bremervörde                         | Niedersachsen       | Falmouth                                             | South West England                     | 1968(Städtefreundschaft)                       |
| Bretten                             | Baden-Württemberg   | Pontypool                                            | Torfaen                                | 1994                                           |
| Celle                               | Niedersachsen       | Tavistock                                            | South West England                     | 1977                                           |
| Chemnitz                            | Sachsen             | Manchester                                           | North West England                     | 1983                                           |
| Coburg                              | Bayern              | Isle of Wight                                        | South East England                     | 1983                                           |
| Crivitz                             | Schleswig-Holstein  | Seaford                                              | South East England                     |                                                |
| Cuxhaven                            | Niedersachsen       | Penzance                                             | South West England                     | 1967                                           |
| Datteln                             | Nordrhein-Westfalen | Cannock                                              | East Midlands                          | 1971                                           |
| Denzlingen                          | Baden-Württemberg   | North Hykeham                                        | East Midlands                          | 1988                                           |
| Dillenburg                          | Hessen              | Hereford                                             | West Midlands                          | 1989                                           |
| Dießen am Ammersee                  | Bayern              | Windermere                                           | North West England                     | 1998                                           |
| Dorsten                             | Nordrhein-Westfalen | Crawley                                              | South East England                     | 1973                                           |
| Dorsten                             | Nordrhein-Westfalen | Newtownabbey                                         | Nordirland                             | 1988                                           |
| Dortmund                            | Nordrhein-Westfalen | Leeds                                                | Yorkshire and the Humber               | 1969                                           |
| Dreieich                            | Hessen              | Stafford                                             | West Midlands                          | 1981                                           |
| Dresden                             | Sachsen             | Coventry                                             | West Midlands                          | 1959                                           |
| Düsseldorf                          | Nordrhein-Westfalen | Reading                                              | South East England                     | 1947/1988                                      |
| Duisburg                            | Nordrhein-Westfalen | Portsmouth                                           | South East England                     | 1950                                           |
| Duisburg                            | Nordrhein-Westfalen | Sedgefield                                           | North East England                     | 1990(geschlossen mit Rheinhausen)              |
| Durmersheim                         | Baden-Württemberg   | Littlehampton                                        | South East England                     | 1988                                           |
| Eckernförde                         | Schleswig-Holstein  | Macclesfield                                         | North West England                     | 1953 bis 2010 (Kontakte bleiben bestehen)      |
| Eitorf                              | Nordrhein-Westfalen | Halesworth                                           | East of England                        | 1994                                           |
| Ellerhoop                           | Schleswig-Holstein  | Hurst Green                                          | South East England                     | 1984                                           |
| Elzach                              | Baden-Württemberg   | Worthing                                             | South East England                     | 1997                                           |
| Eningen unter Achalm                | Baden-Württemberg   | Calne                                                | South West England                     | 1988                                           |
| Emmerich                            | Nordrhein-Westfalen | King’s Lynn                                          | East of England                        | 1975                                           |
| Eppingen                            | Baden-Württemberg   | Epping                                               | South East England                     | 1981                                           |
| Eppstein                            | Hessen              | Kenilworth                                           | East Midlands                          | 1994                                           |
| Erftstadt                           | Nordrhein-Westfalen | Wokingham                                            | South East England                     | 1977                                           |
| Eschweiler                          | Nordrhein-Westfalen | Reigate and Banstead                                 | South East England                     | 1985                                           |
| Essen                               | Nordrhein-Westfalen | Sunderland                                           | North East England                     | 1949                                           |
| Esslingen                           | Baden-Württemberg   | Neath                                                | Neath Port Talbot County Borough/Wales | 1958                                           |
| Ettlingen                           | Baden-Württemberg   | Clevedon                                             | South West England                     | 1980                                           |
| Euskirchen                          | Nordrhein-Westfalen | Basingstoke and Deane                                | South East England                     | 1986                                           |
| Felsberg                            | Hessen              | Cheddar                                              | South West England                     | 1987                                           |
| Filderstadt                         | Baden-Württemberg   | Selby                                                | Yorkshire and the Humber               | 2002                                           |
| Flensburg                           | Schleswig-Holstein  | Carlisle                                             | North West England                     | 1961                                           |
| Frankenau                           | Hessen              | Wirksworth                                           | East Midlands                          | 2006                                           |
| Frankenberg (Eder)                  | Hessen              | Manningtree                                          | East of England                        | 1971                                           |
| Frankfurt am Main                   | Hessen              | Birmingham                                           | West Midlands                          | 1966                                           |
| Fredersdorf-Vogelsdorf              | Brandenburg         | Sleaford                                             | East Midlands                          | 2000                                           |
| Freiburg im Breisgau                | Baden-Württemberg   | Guildford                                            | South East England                     | 1979                                           |
| Fritzlar                            | Hessen              | Burnham-on-Sea/Highbridge                            | South West England                     | 1989                                           |
| Fürth                               | Bayern              | Paisley                                              | Renfrewshire                           | 1969                                           |
| Garbsen                             | Niedersachsen       | Bassetlaw                                            | East Midlands                          | 1977                                           |
| Gelsenkirchen                       | Nordrhein-Westfalen | Newcastle upon Tyne                                  | North East England                     | 1948                                           |
| Gerlingen                           | Baden-Württemberg   | Seaham                                               | North East England                     | 1988                                           |
| Gießen                              | Hessen              | Winchester                                           | South East England                     | 1962                                           |
| Gifhorn                             | Niedersachsen       | Dumfries                                             | Dumfries and Galloway/Schottland       | 1994                                           |
| Goch                                | Nordrhein-Westfalen | Andover                                              | South West England                     | 1983                                           |
| Göttingen                           | Niedersachsen       | Cheltenham                                           | South West England                     | 1951                                           |
| Göttingen (Landkreis)               | Niedersachsen       | Stroud District                                      | South West England                     | 1951                                           |
| Göttingen (Landkreis)               | Niedersachsen       | Hackney                                              | Greater London                         | 1973–2005                                      |
| Goslar                              | Niedersachsen       | Windsor and Maidenhead                               | South East England                     | 1969                                           |
| Goslar (geschlossen mit Vienenburg) | Niedersachsen       | Forres                                               | Moray                                  | 1984                                           |
| Graben-Neudorf                      | Baden-Württemberg   | Usk (Wales)                                          | Monmouthshire                          | 1980                                           |
| Gronau                              | Niedersachsen       | Honiton                                              | South West England                     | 1987                                           |
| Gronau                              | Nordrhein-Westfalen | Bromsgrove                                           | West Midlands                          | 1980                                           |
| Großalmerode                        | Hessen              | Royston                                              | East of England                        | 1974                                           |
| Gütersloh                           | Nordrhein-Westfalen | Broxtowe                                             | East Midlands                          | 1978                                           |
| Gutach im Breisgau                  | Baden-Württemberg   | Worthing                                             | South East England                     | 1997                                           |
| Haan                                | Nordrhein-Westfalen | Berwick-upon-Tweed                                   | North East England                     | 1982                                           |
| Hameln                              | Niedersachsen       | Torbay                                               | South West England                     | 1973                                           |
| Hamm                                | Nordrhein-Westfalen | Bradford                                             | Yorkshire and the Humber               | 1976                                           |
| Hamminkeln                          | Nordrhein-Westfalen | Sedgefield                                           | North East England                     | 1982                                           |
| Hanau                               | Hessen              | Dartford                                             | South West England                     | 1969                                           |
| Hannover                            | Niedersachsen       | Bristol                                              | South West England                     | 1947                                           |
| Havelberg                           | Brandenburg         | Warwick                                              | West Midlands                          | 1997                                           |
| Heidelberg                          | Baden-Württemberg   | Cambridge                                            | East of England                        | 1965                                           |
| Heiligenhaus                        | Nordrhein-Westfalen | Mansfield                                            | East of England                        | 1972                                           |
| Heiligenhaus                        | Nordrhein-Westfalen | Basildon                                             | East of England                        | 1989                                           |
| Helmstedt                           | Niedersachsen       | Chard                                                | South West England                     | 1980                                           |
| Hemmingen                           | Niedersachsen       | Clydesdale                                           | South Lanarkshire                      | 1984                                           |
| Hemmoor                             | Niedersachsen       | Swaffham                                             | East of England                        | 1968                                           |
| Hemsbach                            | Baden-Württemberg   | Wareham                                              | South West England                     | 1986                                           |
| Hennef (Sieg)                       | Nordrhein-Westfalen | Banbury                                              | South East England                     | 1981                                           |
| Henstedt-Ulzburg                    | Schleswig-Holstein  | Waterlooville                                        | South East England                     | 2008                                           |
| Herne                               | Nordrhein-Westfalen | Wakefield                                            | Yorkshire and the Humber               | 1956                                           |
| Hersbruck                           | Bayern              | Lossiemouth                                          | Moray                                  | 1972                                           |
| Heusenstamm                         | Hessen              | Tonbridge                                            | South East England                     | 1984                                           |
| Hildesheim                          | Niedersachsen       | North Somerset                                       | South West England                     | 1997                                           |
| Hildesheim                          | Niedersachsen       | Weston-super-Mare                                    | South West England                     | 1983                                           |
| Hillerse                            | Niedersachsen       | Dolton (Devon)                                       | South West England                     |                                                |
| Hochsauerlandkreis                  | Nordrhein-Westfalen | West Lothian                                         | Schottland                             | 1972                                           |
| Hörstel                             | Nordrhein-Westfalen | Waltham Abbey                                        | East of England                        | 1993                                           |
| Höxter                              | Nordrhein-Westfalen | Sudbury                                              | East Midlands                          | 1981                                           |
| Hofheim am Taunus                   | Hessen              | Tiverton                                             | South West England                     | 1980                                           |
| Holzminden                          | Niedersachsen       | Leven                                                | Fife                                   |                                                |
| Holzwickede                         | Nordrhein-Westfalen | Weymouth and Portland                                | South West England                     | 1986                                           |
| Hückelhoven                         | Nordrhein-Westfalen | Hartlepool                                           | North East England                     | 1974                                           |
| Hürth                               | Nordrhein-Westfalen | Thetford                                             | East of England                        | 1966                                           |
| Husum                               | Schleswig-Holstein  | Kidderminster                                        | West Midlands                          | 1976                                           |
| Ingolstadt                          | Bayern              | Kirkcaldy                                            | Fife                                   | 1962                                           |
| Isernhagen                          | Niedersachsen       | Peacehaven                                           | South East England                     | 1983                                           |
| Itzehoe                             | Schleswig-Holstein  | Cirencester                                          | South West England                     | 1982                                           |
| Kaiserslautern                      | Rheinland-Pfalz     | London Borough of Newham                             | Greater London                         | 1974                                           |
| Kamp-Lintfort                       | Nordrhein-Westfalen | Chester-le-Street                                    | Nort East England                      | 1981                                           |
| Kandel                              | Rheinland-Pfalz     | Whitworth                                            | North West England                     | 1966                                           |
| Kelkheim                            | Hessen              | High Wycombe                                         | Buckinghamshire                        | 1985                                           |
| Kiel                                | Schleswig-Holstein  | Coventry                                             | West Midlands                          | 1967                                           |
| Kierspe                             | Nordrhein-Westfalen | Denton                                               | North West England                     | 2012                                           |
| Kisdorf                             | Schleswig-Holstein  | Bardsey cum Rigton                                   | Yorkshire and the Humber               | 1973                                           |
| Kleve                               | Nordrhein-Westfalen | Worcester                                            | West Midlands                          | 1987                                           |
| Koblenz                             | Rheinland-Pfalz     | Haringey                                             | Greater London                         | 1969                                           |
| Koblenz                             | Rheinland-Pfalz     | Norwich                                              | East of England                        | 1978                                           |
| Köln                                | Nordrhein-Westfalen | Liverpool                                            | North West England                     | 1952                                           |
| Königslutter am Elm                 | Niedersachsen       | Taunton                                              | South West England                     | 1992                                           |
| Königstein im Taunus                | Hessen              | Faringdon                                            | South East England                     | 2022                                           |
| Königswinter                        | Nordrhein-Westfalen | Cleethorpes                                          | Yorkshire and the Humber               | 1974                                           |
| Kornwestheim                        | Baden-Württemberg   | Eastleigh                                            | South East England                     | 1978                                           |
| Krefeld                             | Nordrhein-Westfalen | Leicester                                            | East Midlands                          | 1969                                           |
| Kronberg im Taunus                  | Hessen              | Aberystwyth                                          | Ceredigion/Wales                       | 1997                                           |
| Kulmbach                            | Bayern              | Kilmarnock                                           | East Ayrshire/Schottland               | 1974                                           |
| Lage                                | Nordrhein-Westfalen | Horsham                                              | South East England                     | 1985                                           |
| Lahnau                              | Hessen              | Wincanton                                            | South West England                     | 1991                                           |
| Langen                              | Hessen              | Long Eaton                                           | East Midlands                          | 1970                                           |
| Langenau                            | Baden-Württemberg   | Bridgend                                             | Bridgend County Borough                | 1972                                           |
| Langenhagen                         | Niedersachsen       | Southwark                                            | Greater London                         | 1980                                           |
| Langenlonsheim                      | Rheinland-Pfalz     | Potton                                               | East of England                        | 1986                                           |
| Leer (Ostfriesland)                 | Niedersachsen       | Trowbridge                                           | South West England                     | 1960er Jahre, offiziell 1989                   |
| Leichlingen                         | Nordrhein-Westfalen | Henley-on-Thames                                     | South East England                     | 1979                                           |
| Leipzig                             | Sachsen             | Birmingham                                           | West Midlands                          | 1992                                           |
| Leverkusen                          | Nordrhein-Westfalen | Bracknell                                            | South East England                     | 1973(geschlossen mit Opladen)                  |
| Lichtenfels                         | Bayern              | Prestwick                                            | South Ayshire                          | 1974                                           |
| Liederbach am Taunus                | Hessen              | Verwood                                              | South West England                     | 1993                                           |
| Limburg an der Lahn                 | Hessen              | Lichfield                                            | West Midlands                          | 1992                                           |
| Lindlar                             | Nordrhein-Westfalen | Shaftesbury                                          | South West England                     | 1981                                           |
| Lingen (Ems)                        | Niedersachsen       | East Staffordshire geschlossen mit Burton-upon-Trent | West Midlands                          | 1982/1992                                      |
| Lübbecke                            | Nordrhein-Westfalen | Dorchester (Dorset)                                  | South West England                     | 1973                                           |
| Lüdenscheid                         | Nordrhein-Westfalen | Brighouse                                            | Yorkshire and the Humber               | 1960                                           |
| Lüneburg                            | Niedersachsen       | Scunthorpe                                           | Yorkshire and the Humber               | 1960                                           |
| Lünen                               | Nordrhein-Westfalen | Salford                                              | North West England                     | 1966                                           |
| Mannheim                            | Baden-Württemberg   | Swansea                                              | City and County of Swansea             | 1957                                           |
| Marienhafe                          |                     | Melksham                                             | South West England                     | 1989                                           |
| Marl                                | Nordrhein-Westfalen | Pendle                                               | North West England                     | 1995                                           |
| Mayen                               | Rheinland-Pfalz     | Godalming                                            | South East England                     | 1982                                           |
| Melsungen                           | Hessen              | Evesham                                              | West Midlands                          | 1982                                           |
| Menden (Sauerland)                  | Nordrhein-Westfalen | Flintshire                                           | Wales                                  | 1980                                           |
| Mindelheim                          | Bayern              | East Grinstead                                       | South East England                     | 1994                                           |
| Minden                              | Nordrhein-Westfalen | Sutton                                               | Greater London                         | 1968                                           |
| Misburg-Anderten (zu Hannover)      | Niedersachsen       | Shepton Mallet                                       | South East England                     | 1961                                           |
| Mönchengladbach                     | Nordrhein-Westfalen | Bradford                                             | Yorkshire and the Humber               | 1971                                           |
| Mönchengladbach                     | Nordrhein-Westfalen | North Tyneside                                       | North East England                     | 1958                                           |
| Mönchengladbach                     | Nordrhein-Westfalen | Thurrock                                             | East of England                        | 1969                                           |
| Mosbach                             | Baden-Württemberg   | Lymington                                            | South East England                     | 1996                                           |
| Münster                             | Nordrhein-Westfalen | York                                                 | Yorkshire and the Humber               | 1958                                           |
| Murrhardt                           | Baden-Württemberg   | Frome                                                | South West England                     | 1983                                           |
| Nettetal                            | Nordrhein-Westfalen | Fenland (District)                                   | East of England                        | 1989                                           |
| Neukirchen-Vluyn                    | Nordrhein-Westfalen | Buckingham (Buckinghamshire)                         | South East England                     | 2019                                           |
| Neunkirchen-Seelscheid              | Nordrhein-Westfalen | Bicester                                             | South East England                     | 1982                                           |
| Neumünster                          | Schleswig-Holstein  | Gravesham                                            | South East England                     | 1980                                           |
| Nidda                               | Hessen              | Cromer                                               | East of England                        | 1998                                           |
| Niebüll                             | Schleswig-Holstein  | Malmesbury                                           | South West England                     | 1976                                           |
| Norden                              | Niedersachsen       | Bradford-on-Avon                                     | South West England                     | 1969                                           |
| Nordenham                           | Niedersachsen       | Peterlee                                             | North East England                     | 1981                                           |
| Norderstedt                         | Schleswig-Holstein  | Oadby and Wigston                                    | East Midlands                          | 1977                                           |
| Nürnberg                            | Bayern              | Glasgow                                              | Glasgow City                           | 1985                                           |
| Nürtingen                           | Baden-Württemberg   | Rhondda Cynon Taf (geschlossen mit Pontypridd)       | Wales                                  | 1968                                           |
| Oberhausen                          | Nordrhein-Westfalen | Middlesbrough                                        | North East England                     | 1974                                           |
| Oberkirch                           | Baden-Württemberg   | Haverfordwest                                        | Pembrokeshire                          | 1989                                           |
| Oberursel                           | Hessen              | Rushmoor                                             | South East England                     | 1989                                           |
| Odenwaldkreis                       | Hessen              | Falkirk (Council Area)                               | Schottland                             | 1969                                           |
| Oer-Erkenschwick                    | Nordrhein-Westfalen | North Tyneside (geschlossen mit Longbenton)          | North East England                     | 1972                                           |
| Oldenburg                           | Niedersachsen       | Kingston upon Thames                                 | Greater London                         | 2010                                           |
| Osnabrück                           | Niedersachsen       | Derby                                                | East Midlands                          | 1976                                           |
| Osterode am Harz (Landkreis)        | Niedersachsen       | Borough of Scarborough                               | Yorkshire and the Humber               | 1988(übernommen durch Landkreis Göttingen)     |
| Oststeinbek                         | Schleswig-Holstein  | Caddington                                           | East of England                        | 1980                                           |
| Otterndorf                          | Niedersachsen       | Sheringham                                           | East of England                        | 1987                                           |
| Peine                               | Niedersachsen       | Heywood                                              | North West England                     | 1967                                           |
| Pforzheim                           | Baden-Württemberg   | Llanbedr                                             | Gwynedd                                | 2008(geschlossen von Huchenfeld)               |
| Pfungstadt                          | Hessen              | Retford                                              | East of England                        | 1979                                           |
| Planegg                             | Bayern              | Didcot                                               | South East England                     | 2013                                           |
| Plattling                           | Bayern              | Selkirk                                              | Scottish Borders                       | 1998                                           |
| Preetz                              | Schleswig-Holstein  | Blandford                                            | South West England                     | 1979                                           |
| Pulheim                             | Nordrhein-Westfalen | Fareham                                              | South East England                     | 1984                                           |
| Quickborn                           | Schleswig-Holstein  | Uckfield                                             | South East England                     | 1975                                           |
| Rastatt                             | Baden-Württemberg   | Woking                                               | South East England                     | 2001                                           |
| Ravensburg                          | Baden-Württemberg   | Rhondda Cynon Taf                                    | Wales                                  | 1993                                           |
| Regensburg                          | Bayern              | Aberdeen                                             | Aberdeenshire                          | 1955                                           |
| Rendsburg                           | Schleswig-Holstein  | Lancaster                                            | North West England                     | 1968                                           |
| Rheinbach                           | Nordrhein-Westfalen | Sevenoaks                                            | South East England                     | 2000                                           |
| Rheinfelden                         | Baden-Württemberg   | Barry (Wales)                                        | Vale of Glamorgan                      | 1968                                           |
| Rhens                               | Rheinland-Pfalz     | Bramley                                              | South East England                     | 1986                                           |
| Rinteln                             | Niedersachsen       | Kendal                                               | North West England                     | 1992                                           |
| Rotenburg an der Fulda              | Hessen              | Gedling                                              | East Midlands                          | 1978                                           |
| Roth (Landkreis)                    | Bayern              | Borough of Brentwood                                 | East of England                        | 1979                                           |
| Rüdesheim am Rhein                  | Hessen              | Swanage                                              | South West England                     | 1986                                           |
| Rüsselsheim                         | Hessen              | Rugby                                                | West Midlands                          | 1977                                           |
| Rüthen                              | Nordrhein-Westfalen | Dereham                                              | East of England                        | 1983                                           |
| Ruppichteroth                       | Nordrhein-Westfalen | Longdendale (Tameside)                               | North West England                     | 1978                                           |
| Salzgitter                          | Niedersachsen       | Swindon                                              | South West England                     | 1975                                           |
| Salzwedel                           | Sachsen-Anhalt      | Felixstowe                                           | East of England                        | 1994                                           |
| St. Augustin                        | Nordrhein-Westfalen | Grantham                                             | East Midlands                          | 1980                                           |
| Schalksmühle                        | Nordrhein-Westfalen | Wansbeck                                             | North East England                     | 1970                                           |
| Schleswig                           | Schleswig-Holstein  | Hillingdon                                           | Greater London                         | 1958                                           |
| Schmallenberg                       | Nordrhein-Westfalen | Burgess Hill                                         | South East England                     | 1988                                           |
| Schongau                            | Bayern              | Abingdon-on-Thames                                   | South East England                     | 1970                                           |
| Schotten                            | Hessen              | Maybole                                              | South Ayrshire                         | 2000                                           |
| Schwalbach am Taunus                | Hessen              | Yarm                                                 | Yorkshire and the Humber               | 1995                                           |
| Schweich                            | Rheinland-Pfalz     | Portishead                                           | South West England                     | 1992                                           |
| Schwerte                            | Nordrhein-Westfalen | Hastings                                             | South East England                     | 1984                                           |
| Seesen                              | Niedersachsen       | Wantage                                              | South East England                     | 1978                                           |
| Selm                                | Nordrhein-Westfalen | Workington                                           | North West England                     | 1994                                           |
| Selsingen                           | Niedersachsen       | Sawston                                              | East of England                        | 1989                                           |
| Siegen                              | Nordrhein-Westfalen | Morley                                               | Yorkshire and the Humber               | 1966                                           |
| Sindelfingen                        | Baden-Württemberg   | Dronfield                                            | East Midlands                          | 1981                                           |
| Simbach am Inn                      | Bayern              | Skipton                                              | Yorkshire and the Humber               | 1982                                           |
| Simonswald                          | Baden-Württemberg   | Worthing                                             | South East England                     | 1997                                           |
| Solingen                            | Nordrhein-Westfalen | Blyth                                                | North East England                     | 1962                                           |
| Sonsbeck                            | Nordrhein-Westfalen | Sandwich                                             | East of England                        | 1984                                           |
| Speyer                              | Rheinland-Pfalz     | Spalding                                             | East Midlands                          | 1956–2001                                      |
| Stadtallendorf                      | Hessen              | St Ives                                              | East of England                        | 1989                                           |
| Stelle                              | Niedersachsen       | Glenfield                                            | East Midlands                          | 1997                                           |
| Stuttgart                           | Baden-Württemberg   | St Helens (Merseyside)                               | North West England                     | 1948                                           |
| Stuttgart                           | Baden-Württemberg   | Cardiff                                              | City and County of Cardiff             | 1955                                           |
| Titisee-Neustadt                    | Baden-Württemberg   | Leighton Linslade                                    | East of England                        | 1991                                           |
| Traunstein                          | Bayern              | Haywards Heath                                       | South East England                     | 1993                                           |
| Trebbin                             | Brandenburg         | Bognor Regis                                         | West Sussex                            | 1990                                           |
| Trier                               | Rheinland-Pfalz     | Gloucester                                           | South West England                     | 1959                                           |
| Troisdorf                           | Nordrhein-Westfalen | Redcar and Cleveland                                 | North East England                     | 1990                                           |
| Tübingen                            | Baden-Württemberg   | Durham (County)                                      | North East England                     | 1969                                           |
| Uelzen                              | Niedersachsen       | Barnstaple                                           | South West England                     | 1967                                           |
| Unterhaching                        | Bayern              | Witney                                               | South East England                     | 1989                                           |
| Velbert                             | Nordrhein-Westfalen | Corby                                                | East Midlands                          | 1966                                           |
| Vellmar                             | Hessen              | Bewdley                                              | West Midlands                          | 1989                                           |
| Verden (Aller)                      | Niedersachsen       | Warwick                                              | West Midlands                          | 1990                                           |
| Viersen                             | Nordrhein-Westfalen | Peterborough                                         | East of England                        | 1982                                           |
| Viernheim                           | Hessen              | Potters Bar                                          | East of England                        | 1971                                           |
| Voerde                              | Nordrhein-Westfalen | Alnwick                                              | North East England                     | 1979                                           |
| Waiblingen                          | Baden-Württemberg   | Devizes                                              | South West England                     | 1966                                           |
| Waldbröl                            | Nordrhein-Westfalen | Witham                                               | East of England                        | 1986                                           |
| Waldbronn                           | Baden-Württemberg   | Monmouth (Wales)                                     | Monmouthshire                          | 1986                                           |
| Waldkirch                           | Baden-Württemberg   | Worthing                                             | South East England                     | 1997                                           |
| Waltrop                             | Nordrhein-Westfalen | Herne Bay                                            | South East England                     | 1976                                           |
| Warendorf                           | Nordrhein-Westfalen | Petersfield                                          | South East England                     | 2007                                           |
| Warstein                            | Nordrhein-Westfalen | Hebden Royd                                          | Yorkshire and the Humber               | 1995                                           |
| Wassenberg                          | Nordrhein-Westfalen | Highworth                                            | South West England                     | 2010                                           |
| Weilerswist                         | Nordrhein-Westfalen | Whitnash                                             | West Midlands                          | 1989                                           |
| Werdohl                             | Nordrhein-Westfalen | District of Derwentside                              | North East England                     | 1975–2009, da die Districts abgeschafft wurden |
| Werne                               | Nordrhein-Westfalen | Lytham St Annes                                      | North West England                     | 1984                                           |
| Wertheim                            | Baden-Württemberg   | Huntingdon und Godmanchester                         | East of England                        | 1981                                           |
| Wesel                               | Nordrhein-Westfalen | Felixstowe                                           | East of England                        | 1972                                           |
| Wesseling                           | Nordrhein-Westfalen | West Devon                                           | South West England                     | 1983                                           |
| Westerburg                          | Rheinland-Pfalz     | Daventry                                             | East Midlands                          | 1985                                           |
| Wetter (Ruhr)                       | Nordrhein-Westfalen | South Elmsall (City of Wakefield)                    | Yorkshire and the Humber               | 2000                                           |
| Wetzlar                             | Hessen              | Colchester                                           | East of England                        | 1969                                           |
| Wiesbaden                           | Hessen              | Tunbridge Wells                                      | South East England                     | 1989                                           |
| Wildeshausen                        | Niedersachsen       | Hertford                                             | East of England                        | 1980                                           |
| Wittlich                            | Rheinland-Pfalz     | Wellingborough                                       | East Midlands                          | 1993                                           |
| Wolfsburg                           | Niedersachsen       | Luton                                                | East of England                        | 1950–2004                                      |
| Wülfrath                            | Nordrhein-Westfalen | Ware                                                 | East of England                        | 1971                                           |
| Xanten                              | Nordrhein-Westfalen | Salisbury                                            | South West England                     | 2006                                           |
| Zwingenberg                         | Hessen              | Tetbury                                              | South West England                     | 1981                                           |